# High Society (revista)
High Society es una revista pornográfica estadounidense. Además de las ilustraciones hardcore de modelos desnudos también tiene artículos ocasionales de celebridades.

## Historia
High Society se publicó por primera vez en mayo de 1976. En el año
1977 Carl Ruderman contrató a Gloria Leonard, quien fue la primera mujer editora del sector en el entretenimiento para adultos.
En noviembre de 1981 se estrenó el spin-off High Society Live!.
High Society tiene un canal pay per view.